# Dolichoscyta chalybealis
Dolichoscyta chalybealis är en fjärilsart som beskrevs av Moore 1867. Dolichoscyta chalybealis ingår i släktet Dolichoscyta och familjen nattflyn. Inga underarter finns listade i Catalogue of Life.